# Исламска република
Исламска република је име за неколико држава у којима владају исламски закони. Најпознатије државе су: Исламска Република Пакистан, Иран, Авганистан и Мауританија. Пакистан је први пут усвојио титулу уставом из 1956. године. Мауританија је усвојила 28. новембра 1958. У Ирану је усвојена 1979. године, после иранске револуције, која је свргнула Пахлави династију. Авганистан је усвојио након свргавања талибанског режима 2001. године. Иако имају слична имена, ове државе се разликују по својим владама и законима.
Термин Исламска република означава неколико ствари. По неким верским поглаварима на Блиском истоку и у Африци, Исламска Република је држава под посебним исламским обликом владавине. Они њу виде као компромис између исламског калифата и секуларног национализма и републиканизма. Кривични законик државе мора да буде компатибилан са неким или свим законима Шеријата, а држава не може бити монархија, иако су многе државе на Блиском истоку тренутно монархије.

## Иран
Исламска Република Иран је у супротности са полу-секуларном државом Исламске Републике Пакистан, где су исламски закони технички изнад државних закона, иако у стварности ова хијерархија двосмислена. Исламска Република Иран је настала након иранске револуције и државног референдума, најављеног 1. априла 1979. године.

## Пакистан
Пакистан је прва држава која је усвојила придев „исламски” да измени свој статус републике, уставом из 1956. године. Упркос овим називом државе, она није имала државну религију до 1973. године, када је усвојен нови устав. Пакистан користи само „исламски” на својим пасошима, визама и кованицама. Иако се Исламска Република помиње у уставу из 1973. године, сви државни документи су под називом Влада Пакистана. Устав Пакистана, део IX, члан 227 каже: „Сви постојећи закони морају бити у складу са наредбама ислама као што је наведено у Курану и Сунату”. Године 1974. Пакистан кроз 2. амандман проглашава да Ахмедија није део ислама. 